# Drop černohlavý
Drop černohlavý (Ardeotis nigriceps) je kriticky ohrožený druh ptáka z rodu Ardeotis, je endemitem indického subkontinentu.

## Rozšíření
Jejich domovem jsou travnaté stepi Indie a Pákistánu kde obývají vyprahlé křovinaté pastviny v rovinném nebo mírně zvlněném terénu. Běžně žijí rozptýleně a v polovině léta s příchodem monzunu se scházejí do tradičních hnízdišť. Mimo období rozmnožování se nepravidelně (a dosud neprozkoumaně) pohybují na velké vzdálenosti po rozsáhlých územích v návaznosti na růst okolní vegetace a bohatost potravy. Vyhýbají se vlhkým nebo zavlažovaným místům. Jsou to velmi plaší ptáci kteří před lidmi utíkají do vysoké trávy nebo křoví, přiblížit se lze k ním jen v automobilu.
Drop černohlavý se v současnosti vyskytuje jen velice řídce, v Indii ve státech Ándhrapradéš, Gudžarát, Karnátaka, Madhjapradéš, Maháráštra, Rádžasthán a v Pákistánu v provincií Sindh na hranici s Indií. V současnosti se populace dropa černohlavého zmenšila na pouhých asi 250 jedinců kteří žijí roztroušeně v izolovaných skupinkách na malých, zbylých ostrůvcích původního biotopu.

## Popis
Je to jeden z největších létajících ptáků, samec dorůstající do 120 cm může vážit 10 až 15 kg. Samice bývá o 30 cm menší a váží průměrně jen 3,5 až 7 kg. Samec má tlusté hnědé tělo s černými křídly, bílé břicho a bílý téměř metr dlouhý krk, na prsou má černý pásek spojující křídla a na šedé hlavě výrazné černé temeno, ocas má hnědý až černý. Samice je zbarvena obdobně, její kratší krk je tenčí a nemá černý proužek na prsou. Dlouhé nohy jsou holé. Samec má u krku velký rezonanční vak sloužící k volání při páření i k prostému předvádění se před slepicemi; vydávaný dunivý zvuk je slyšet až do vzdálenosti 500 m. Ptáci se v zimním období shlukují do malých skupinek, v období před pářením se rozdělují. Přestože mohou pomoci svých silných širokých křídel létat, dávají přednost chůzi nebo běhu, pokud letí tak nízko nad zemí.

## Potrava
Je to všežravec živící se hmyzem, hlodavci, ještěrkami, žábami, bylinnými výhonky, listy, květy, semeny, plody, i na polích pěstovanými olejninami, obilninami i luštěninami. V suchých oblastech mu za zdroj vody stačí vlhkost v rostlinách.

## Rozmnožování
Období toku u tohoto polygamního druhu nastává především od března do září. Samec si skládá harém průměrně ze tří samic o které s protivníkem případně i zápasí, skáčou nohama proti sobě a snaží se soka poranit na hlavě. Při vlastním toku se kohout na vyvýšeném místě předvádí, čepýří své bílé peří, nafukuje hrdelní vak a vztyčuje a roztahuje ocas. Hnízdo je jednoduchý důlek ve vysoké trávě, snůšku většinou tvoří jediné vejce. Inkubace nejčastěji trvá necelé čtyři týdny, o sezení na vejcích a výchovu se otec nestará. Matka se o potomka stará (schovává ho pod křídlo) do příštího rozmnožovacího období. Snahy o chov v zajetí nebyly úspěšné.

## Ohrožení
Drop černohlavý je klasifikován jako druh na pokraji vyhynutí a byl v Červeném seznamu ptáků IUCN prohlášen za kriticky ohrožený. Jeho fragmentována populace z odhadovaných 1260 jedinců v roce 1969 poklesla za 40 let na pouhých 300 ptáků a dle posledního sčítání v roce 2011 jich žije jen asi 250. V tamních oblastech byl historicky lov dropa černohlavého považovaný za sport nebo doplněk skrovné jednotvárné stravy, také se sbírala vejce z hnízd. Přes přísné zákazy indické i pákistánské vlády ještě v nedávné minulosti pokračovali pytláci v jejich zabíjení.
Velké nebezpečí pro tyto ptáky také hrozí ze ztráty přirozeného prostředí způsobované rozšiřováním zemědělsky obdělávané půdy vyvolané zvýšeným přírůstkem obyvatel, rozvojem infrastruktury jako jsou silnice, rozvody el. energie a zavlažováním polí a budováním průmyslových objektů v nových, dosud nevyužívaných odlehlých místech. Tradiční louky s křovinami jsou mnohde přeměněny na lesy nebo rýžoviště která neskýtají dropu černohlavému příležitost k obživě.